# .ki
.kiは国別コードトップレベルドメイン（ccTLD）の一つで、キリバスに割り当てられている。
1990年代初頭から2000年代初頭にかけて、このドメインはオーストラリアのインターネットサービスプロバイダであるConnect.com.auによって運営され、ソロモン諸島のホニアラにあるFisheries Agencyによって後援されていた。その後、後援はキリバス政府に移った。また2002年にはキリバスのTelecom Services Kiribati Limitedが直接運営するようになった。2007年まで、登録はジェネリックトップレベルドメインと類似したシステムを用いてTelecommunications Authority of Kiribatiにより行われていたが、.kiドメインを用いているサイトは多くはない。しかもキリバスの地理的な条件とインターネットの普及率から、キリバス国内のサイトは政府サイト等に限られ、キリバス国外のサイトが多い。

## 第二レベルドメイン
ドメインは.kiの下の第二レベルに直接登録されるか、com.ki、biz.ki、net.ki、info.ki、org.ki、gov.ki、edu.ki、mob.ki、tel.kiの下の第三レベルに登録される。第二レベルドメインの費用は1000オーストラリア・ドルであり、50オーストラリア・ドルのedu.kiを除くその他全ての第三レベルドメインは150オーストラリア・ドルである。edu.kiとgov.kiは南太平洋大学等の特別な機関に限定される。
de.kiの登録者は、ドイツ語圏向けにリダイレクト用サブドメインを提供している。このアカウントは、.kiの現在の使用の大部分を占めている。